# Coroana Regatului Poloniei
Coroana Regatului Poloniei (în poloneză Korona Królestwa Polskiego; în lituaniană Corona Regni Poloniae) a fost un concept politic și juridic format în secolul al XIV-lea în Regatul Poloniei, asumând unitatea, indivizibilitatea și continuitatea statului polonez. Sub această idee, statul nu mai era privit ca proprietate patrimonială a monarhului sau a dinastiei, ci a devenit un bun comun al comunității politice a regatului. Această noțiune a permis statului să mențină stabilitatea chiar și în perioadele de interregnum și a deschis calea spre un sistem politic unic în Polonia, caracterizat printr-un parlament nobiliar și alegerea liberă a monarhului. În plus, conceptul de Coroană s-a extins dincolo de granițele existente, afirmând că teritoriile pierdute anterior îi aparțineau încă de drept. Termenul Coroana Regatului Poloniei se referea și la toate ținuturile aflate sub stăpânirea regelui polonez. Această semnificație a devenit deosebit de semnificativă după unirea cu Marele Ducat al Lituaniei, când a început să fie folosit în mod obișnuit pentru a desemna partea poloneză din Uniunea statală polono-lituaniană.
Ideea Coroanei în Europa Centrală a apărut pentru prima dată în Boemia și Ungaria, de unde modelul a fost preluat de regii Ladislau cel Scurt (Władysław I Łokietek) și Cazimir al III-lea cel Mare pentru a le întări puterea. În timpul domniei lui Ludovic cel Mare în Polonia, care și-a petrecut cea mai mare parte a timpului în Ungaria, precum și în timpul interregului după moartea sa și a regenței în timpul minorității fiicei sale Jadwiga, ideea a fost adoptată de domnii regatului pentru a-și sublinia propriul rol de coresponsabil pentru stat.

## Uniunea de la Krewo
Uniunea de la Krewo a fost un set de acorduri prenupțiale încheiate la Castelul Kreva la 13 august 1385, între Marele Duce Lituanian Jogaila și domnii polonezi, care îi ofereau mâna reginei Jadwiga Andegaweńska a Poloniei. Odată ce Jogaila a confirmat acordurile prenupțiale la 14 august 1385, Polonia și Lituania au format o uniune personală. Acordurile au inclus adoptarea creștinismului și repatrierea pământurilor pierdute de Coroană.

## Uniunea de la Lublin

Steagul Poloniei și Lituaniei în cronica Conciliului de la Constance (1416)

Uniunea de la Lublin a creat statul unic al Uniunii polono-lituaniene la 1 iulie 1569, cu o uniune reală între Coroană și Marele Ducat al Lituaniei. Înainte de acest eveniment, Coroana Regatului Poloniei și Marele Ducat al Lituaniei aveau doar o uniune personală. Uniunea de la Lublin a făcut din Coroană o monarhie electivă; aceasta a pus capăt dinastiei Jagiellone odată ce Henric de Valois a fost ales la 16 mai 1573 ca monarh.
La 30 mai 1574, la două luni după ce Henric de Valois a fost încoronat rege al Poloniei și Mare Duce al Lituaniei la 22 februarie 1574, a fost numit rege al Franței și a fost încoronat rege al Franței la 13 februarie 1575. A părăsit tronul Coroanei la 12 mai, la două luni după ce a fost încoronat rege al Franței. Anna Jagiello a fost aleasă după el.

## Constituția de la 3 mai 1791

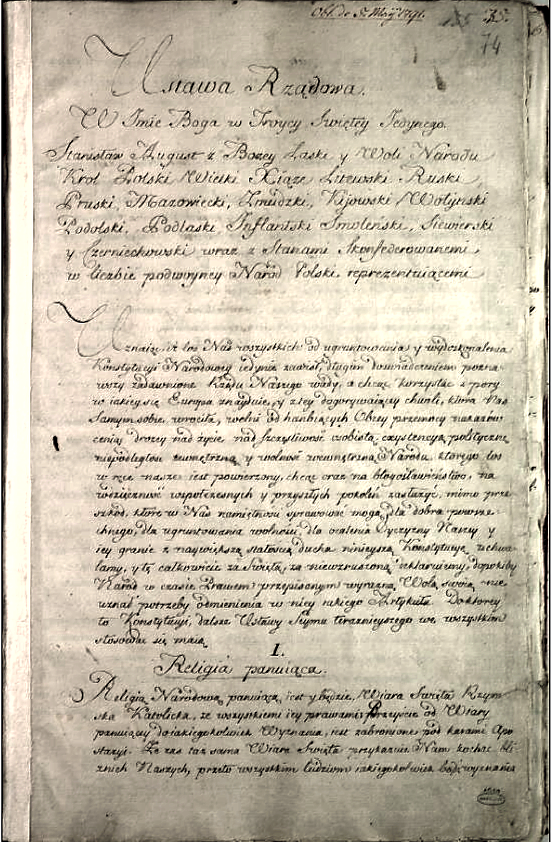
Prima pagină a Constituției poloneze de la 3 mai 1791

Constituția poloneză de la 3 mai 1791 (în poloneză Konstytucja Trzeciego Maja; în lituaniană Gegužės trečiosios konstitucija) este în general cunoscută ca prima constituție națională a lumii moderne din Europa și a doua din lume după constituția Statelor Unite.
Constituția a fost creată cu scopul de a repara unele deficiențe politice vechi ale Uniunii Polono-Lituaniene și ale sistemului său tradițional al „Libertății de Aur”, care dădea drepturi și privilegii disproporționate nobilimii. Constituția a introdus egalitate în drepturi politice între orășeni și nobilime și i-a pus pe țărani sub protecția guvernului, ameliorând cele mai rele abuzuri asupra iobagilor. Constituția a abolit unele instituții parlamentare dăunătoare, ca liberum veto, care la un moment dat făcea ca sejmul să fie la mila oricărui deputat care dorea, sau care era mituit de o putere străină, să respingă legile adoptate de acesta. Constituția încerca să înlocuiască anarhia existentă și întreținută de unii dintre magnații țării cu o monarhie constituțională mai democratică. Adoptarea constituției a provocat ostilitatea vecinilor: în Războiul de Apărare a Constituției, Uniunea a fost trădată de aliatul său prusac, Frederick Wilhelm al II-lea, și învinsă de Imperiul Rus al Ecaterinei a II-a aliată cu Confederația Targowica, o coaliție de magnați polonezi și nobili fără pământ care se opuneau reformelor ce le-ar fi slăbit influența. În ciuda înfrângerii Uniunii și a celei de-a doua împărțiri a țării, Constituția din 3 mai a influențat viitoarele mișcări democratice din lume. După dispariția Republicii Poloneze în 1795, a rămas un reper al luptei pentru restaurarea suveranității și unității Poloniei.